# Megalithanlagen von Sløserup
Die Megalithanlagen von Sløsserup (auch Sløserup) liegen am Sløsserupvej, südlich des Dorfes Sløsserup in der Guldborgsund Kommune  auf der dänischen Insel Lolland. Es handelt sich um einen Polygonaldolmen im Langhügel und ein Ganggrab im Rundhügel.

## Der Langhügel
Der fast quadratische Nord-Süd orientierte Hügel misst 12,5 × 11,0 m und ist an der Nord- und Westseite stärker gestört. Die sehr großen Steine der Einfassung sind zum Teil verstürzt. 18 befinden sich in situ. Etwa in der Mitte des 2,5 m hohen Hügels liegt eine polygonale Kammer aus fünf Tragsteinen, von denen der nordwestliche  einwärts verkippt ist. Der sehr große Deckstein ist mitunter mit Nesseln und Kräutern bewachsen. Der Kammerzugang mit einem Schwellenstein und einem Tragstein des Ganges auf der Ostseite befindet sich, als einer der selteneren Fälle, im Norden. Der Dolmen liegt etwa 15 m von einer öffentlichen Straße. 
- Dolmen von Sløsserup

"Dolmen
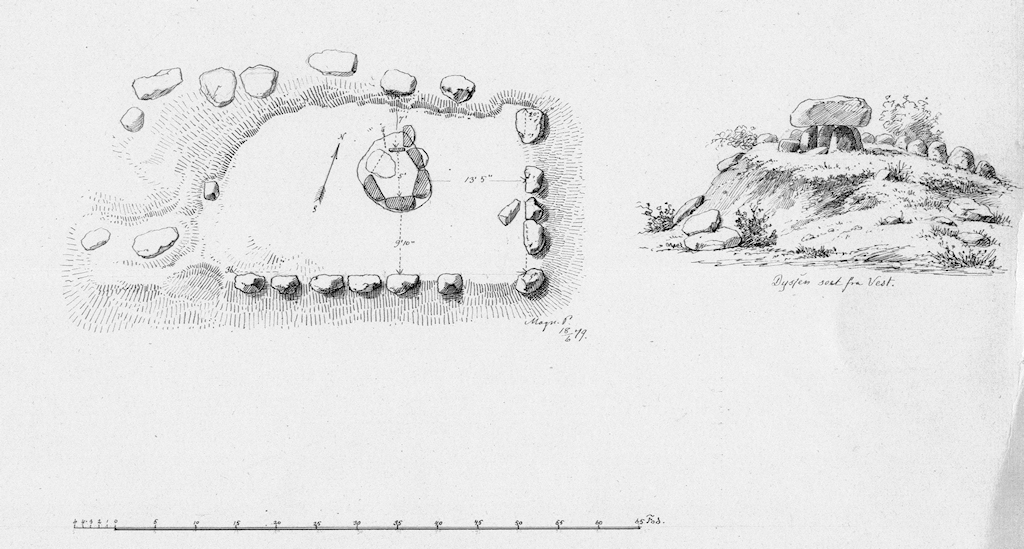
Plan des Langhügels
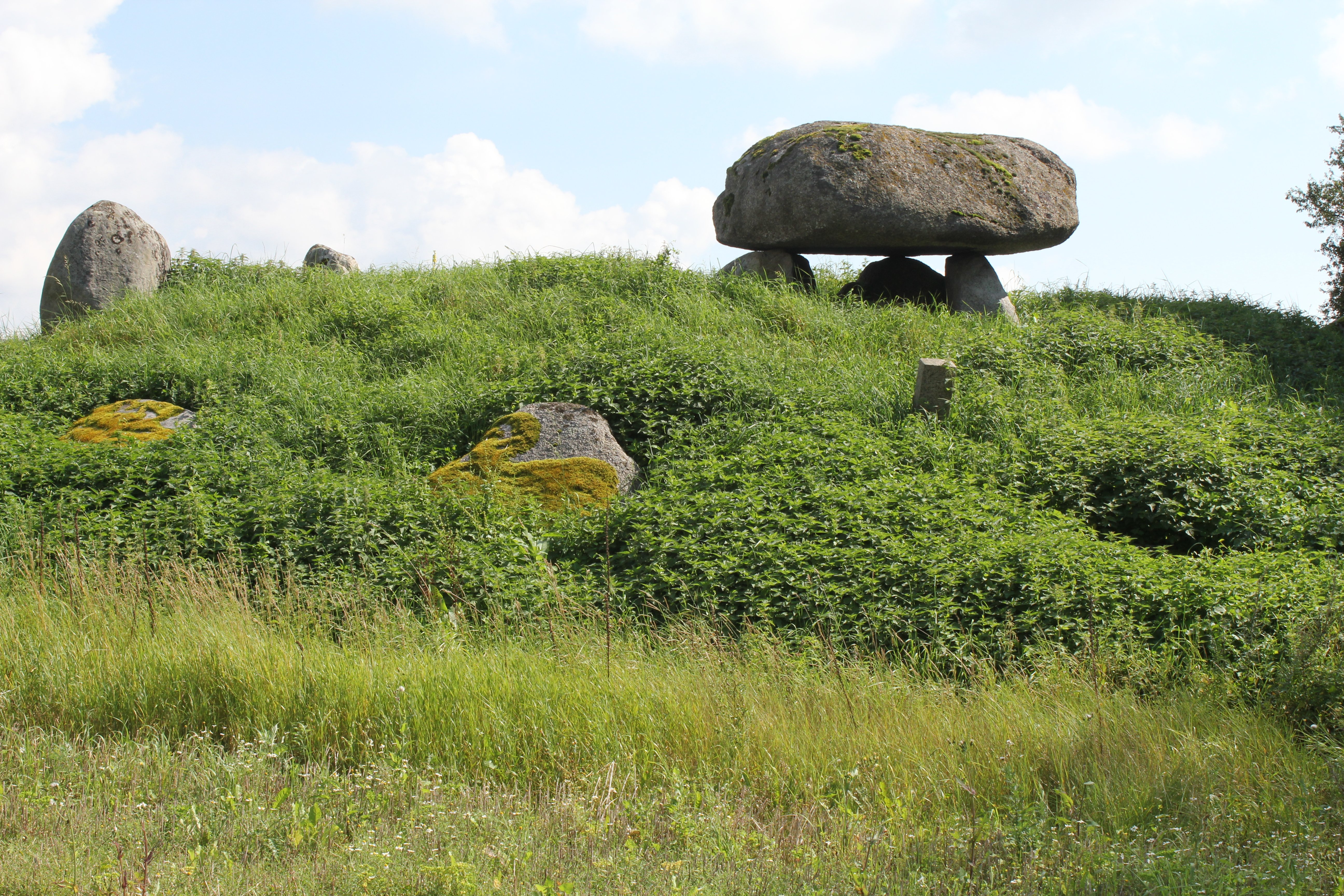
Polygonaldolmen im Langhügel

## Rundhügel
Der etwa 2,6 m hohe und 18 × 14,7 m messende Hügelrest hat einen etwa tropfenförmigen Umriss und beherbergt ein Ganggrab. Von der außen etwa 7,3 × 1,9 m  messenden Kammer sind neun Tragsteine sichtbar. drei von ursprünglich vier Decksteinen befinden sich in situ. Der Stein, der südlich der Kammer liegt, ist wahrscheinlich der abgewälzte vierte Deckstein. Etwa 5 m südlich der Kammermitte, in der Nähe des Hügelrandes, liegt ein massiver Stein – möglicherweise ein weiterer Tragstein. Zahlreiche andere Steine liegen überall auf dem Hügel. Die Anlage liegt nur 10 Meter von der Kreisstraße.

Ganggrab von Sløsserup
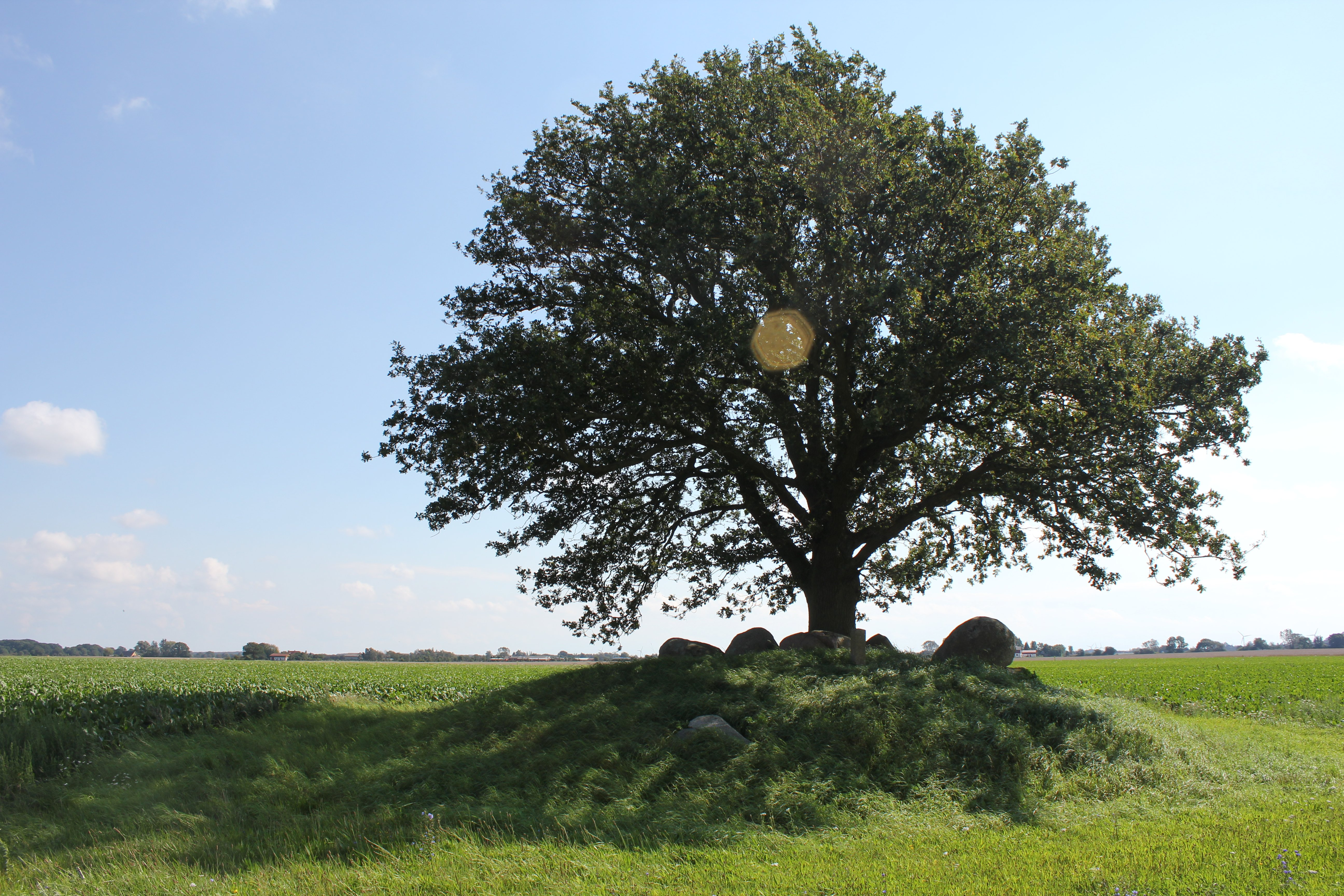
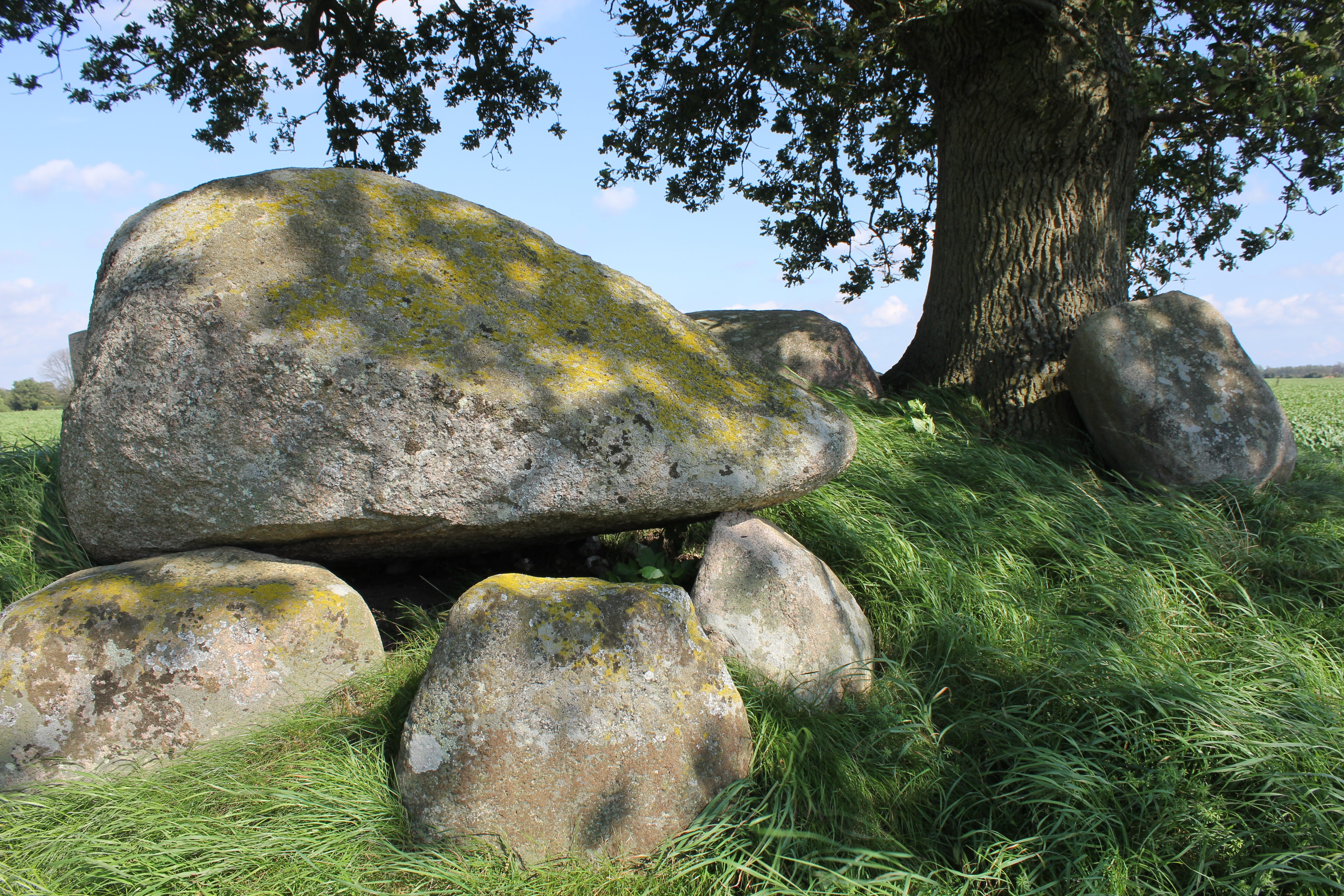
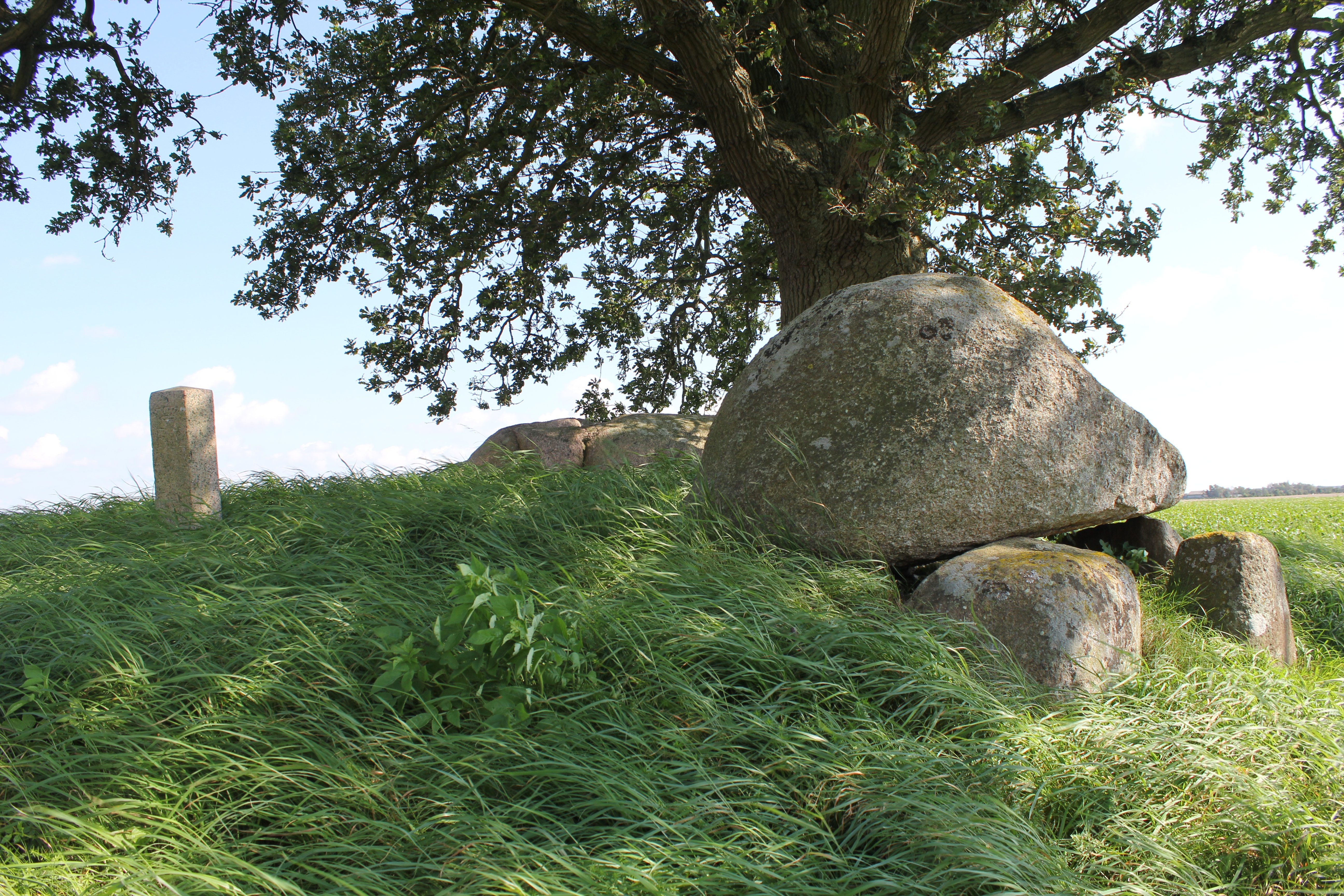

## Dolmen
Der Dolmen im Frostrup Skov (auch Birket Runddysse genannt) liegt im Wald in den geringen Resten eines Hügels von 5 bis 6 m Durchmesser. Die Kammer besteht aus fünf Tragsteinen, von denen drei den etwa 2,0 m langen, 80 cm breiten und 1,0 m hohen Deckstein tragen, dessen Unterseite abgeflacht wurde. Die Steine sind ziemlich klein, sie sind nach innen gerutscht. Mehrere sind gespalten. Zwei sind rechteckige Porphyrblöcke. Der Gang ist etwa 1,0 m lang. Seine Breite ist nicht feststellbar, da die Steine nach innen gefallen sind.